# Franciszek Ossowski (zm. 1788)
Franciszek Ossowski herbu Belina (zm. 6 stycznia 1788 roku) – kustosz krakowskiej kapituły katedralnej w latach 1775-1788, kanonik kaznodzieja sandomierski w latach 1771–1782, roku, proboszcz koprzywnicki.